# Zoran Slavnić
Zoran „Moka” Slavnić (cyr. Зоран Славнић; ur. 26 października 1949 w Belgradzie) – serbski koszykarz i trener koszykówki. Przez dziesięć sezonów reprezentował barw Crvenej zvezdy. W 1991 roku został wybrany jednym z 50 najlepszych koszykarzy przez FIBA. W 2013 roku został włączony do Galerii Sław FIBA.
Slavnić jest jednym z niewielu koszykarzy, którym udało się zdobyć wszystkie najważniejsze tytuły: złoto na mistrzostwach świata (1978), złoto olimpijskie (1980) i trzy złote medale na mistrzostwach Europy (1973, 1975, 1977). W 1976 roku wziął udział w FIBA All-Star Game.

## Osiągnięcia
Indywidualne
- Lider strzelców finałów Pucharu Europy Zdobywców Pucharów (1975)